# José Luis Palomino
José Luis Palomino (* 5. ledna 1990 San Miguel de Tucumán) je argentinský profesionální fotbalista, který hraje na pozici středního obránce za italský klub Atalanta BC.
Prošel angažmá v Argentině, Francii, a Bulharsku.

## Klubová kariéra
- CA San Lorenzo de Almagro (mládež)
- CA San Lorenzo de Almagro 2009–2013
- Argentinos Juniors 2013–2014
- FC Metz 2014–2016
- Ludogorec Razgrad 2016–2017[2]
- Atalanta BC 2017–